# Eu Só Quero Tua Presença
Eu Só Quero Tua Presença é uma canção da cantor brasileiro Theo Rubia, com composição do próprio. Foi lançada como single nas plataformas digitais em 6 de abril de 2018.

## Repercussão
A canção foi o primeiro grande sucesso do cantor Theo Rubia, no Spotify a canção conta com quase 20 milhões de streams, em sua versão solo, e a versão com a Casa Worship conta com quase 40 milhões.
A canção recebeu o Disco de Platina e Disco de Platina Triplo na versão com a Casa Worship pela Pro-Música Brasil.

## Videoclipe
"Eu Só Quero Tua Presença" recebeu um clipe ao vivo no dia 6 de abril de 2018, o clipe conta com mais de 20 milhões visualizações no YouTube.

## Lista de faixas
| Streaming e download digital |                                    |                |         |  |
| N.º                          | Título                             | Compositor(es) | Duração |  |
| 1.                           | "Eu Só Quero Tua Presença"         | Theo Rubia     | 9:27    |  |
| 2.                           | "Eu Só Quero Tua Presença (Remix)" | Theo Rubia     | 2:40    |  |

### Versão com Casa Worship
| Streaming e download digital |                                      |                |         |  |
| N.º                          | Título                               | Compositor(es) | Duração |  |
| 1.                           | "Pode Morar Aqui (Com Casa Worship)" | Theo Rubia     | 9:59    |  |

### Versão em Espanhol
| "Streaming" e "download digital" |                                            |         |  |
| N.º                              | Título                                     | Duração |  |
| 1.                               | "Sólo Quiero Tu Presencia(Con David Lugo)" | 9:22    |  |

## Certificações
| Ano  | Obra                                                    | Certificação |
| ---- | ------------------------------------------------------- | ------------ |
| 2024 | Eu Só Quero Tua Presença (Ao Vivo)                      | Platina      |
| 2024 | Eu Só Quero Tua Presença (feat. Casa Worship) [Ao Vivo] | 2× Platina   |

## Versão em espanhol
No dia 22 de fevereiro de 2019, Theo Rubia lança a versão em espanhol do sucesso "Eu Só Quero Tua Presença" com David Lugo.